# 노란 구급차
노란색 구급차(黄色い救急車)는 정신병원 강제입원 관련 도시전설에서, 정신병원 구급차는 색상이 노란색으로 도색되어 있다는 내용이다. 옐로 삐뽀(イエロー・ピーポー)라고도 한다.
괴담의 내용은 신체적 질병 환자에게는 흰색 구급차가 오지만 정신적 문제가 있는 사람에게는 노란색 구급차가 와서 병원에 데려간다는 것이다. 경우에 따라서는 초록색, 파란색, 보라색이라고도 한다. 이 괴담은 일본 전국에 퍼져 있으며 적어도 1970년대 중반부터 유행했었다.
영국, 스웨덴, 체코 등지에서는 노란색 구급차가 있기도 하지만 일본에는 정작 노란색 구급차가 없다.